# Teriomima micra
Teriomima micra är en fjärilsart som beskrevs av Grose-smith 1898. Teriomima micra ingår i släktet Teriomima och familjen juvelvingar. Inga underarter finns listade i Catalogue of Life.